# Пожондзе
Пожондзе (пол. Porządzie) — село в Польщі, у гміні Жонсьник Вишковського повіту Мазовецького воєводства.
Населення — 725 осіб (2011).
У 1975-1998 роках село належало до Остроленцького воєводства.

## Демографія
Демографічна структура станом на 31 березня 2011 року:
|          | Загалом | Допрацездатний вік | Працездатний вік | Постпрацездатний вік |
| -------- | ------- | ------------------ | ---------------- | -------------------- |
| Чоловіки | 371     | 97                 | 239              | 35                   |
| Жінки    | 354     | 82                 | 200              | 72                   |
| Разом    | 725     | 179                | 439              | 107                  |